# Natri hydroxide
Natri hydroxide (công thức hóa học: NaOH) hay thường được gọi là xút hoặc xút ăn da hay là kiềm NaOH (kiềm ăn da) là một hợp chất vô cơ của natri. Natri hydroxide tạo thành dung dịch base mạnh khi hòa tan trong dung môi như nước. Dung dịch NaOH có tính nhờn, làm bục vải, giấy và ăn mòn da. Nó được sử dụng nhiều trong các ngành công nghiệp như giấy, luyện nhôm, dệt nhuộm, xà phòng, chất tẩy rửa, tơ nhân tạo... Sản lượng trên thế giới năm 1998 vào khoảng 45 triệu tấn. Natri hydroxide cũng được sử dụng chủ yếu trong các phòng thí nghiệm, như làm khô các khí hay thuốc thử.
Natri hydroxide tinh khiết là chất rắn không màu ở dạng viên, vảy hoặc hạt hoặc ở dạng dung dịch bão hòa 50%. Natri hydroxide rất dễ hấp thụ CO2 trong không khí vì vậy nó thường được bảo quản ở trong bình có nắp kín. Nó hòa tan mãnh liệt với nước và giải phóng một lượng nhiệt lớn. Nó cũng hòa tan trong ethanolt, methanol, ether và các dung môi không phân cực, và để lại màu vàng trên giấy và sợi.

## Tính chất vật lý
Natri hydroxide là chất rắn không màu, hút ẩm mạnh, tan nhiều trong nước và tỏa nhiệt.
Dung dịch natri hydroxide có tính nhờn, làm bục vải, giấy và ăn mòn da.

## Enthalpy hòa tan
Enthalpy hòa tan của NaOH là ΔHo -44,5kJ/mol..
Ở trong dung dịch nó tạo thành dạng monohydrat NaOH·H2O ở 12,3–61,8 ℃ với nhiệt độ nóng chảy 65,1 ℃ và tỷ trọng trong dung dịch là 1,829 g/cm³.

## Tính chất hóa học
- Là một base mạnh: làm quỳ tím hóa xanh, dung dịch phenolphthalein hóa hồng.
- Phản ứng với các acid tạo thành muối và nước:

NaOH(dd) + HCl(dd) → NaCl(dd) + H2O
- Phản ứng với oxide acid: SO2, CO2,...

2NaOH + SO2 → Na2SO3 + H2O
NaOH + SO2 → NaHSO3
- Phản ứng với các acid hữu cơ tạo thành muối của nó và thủy phân ester, peptide:

Phản ứng thủy phân ester

- Phản ứng với muối tạo thành base mới và muối mới (điều kiện: sau phản ứng phải tạo thành chất kết tủa hoặc bay hơi):

2NaOH + CuCl2 → 2NaCl + Cu(OH)2↓
- Tác dụng một số kim loại mà oxide, hydroxide của chúng có tính lưỡng tính (Al, Zn...):

2NaOH + 2Al + 2H2O → 2NaAlO2 + 3H2↑
2NaOH + Zn → Na2ZnO2 + H2↑
- Tác dụng với hợp chất lưỡng tính:

NaOH + Al(OH)3 → NaAl(OH)4
2NaOH + Al2O3 → 2NaAlO2 + H2O

## Phương pháp sản xuất
Toàn bộ dây chuyền sản xuất xút ăn da (NaOH) là dựa trên phản ứng điện phân dung dịch NaCl bão hòa (nước muối). Trong quá trình này dung dịch muối (NaCl) được điện phân thành clo nguyên tố (trong buồng anode), dung dịch natri hydroxide, và hydro nguyên tố (trong buồng cathode) Nhà máy có thiết bị để sản xuất đồng thời xút và clo thường được gọi là nhà máy xút-chlor.
Phản ứng tổng thể để sản xuất xút và clo bằng điện phân là:
2Na+ + 2H2O + 2e− → H2↑ + 2NaOH
Phản ứng điện phân dung dịch muối ăn trong bình điện phân có màng ngăn:
2NaCl + 2H2O → 2NaOH + H2↑ + Cl2↑

### Các kiểu buồng điện phân
Điểm phân biệt giữa các công nghệ này là ở phương pháp ngăn cản không cho natri hydroxide và khí clo lẫn lộn với nhau, nhằm tạo ra các sản phẩm tinh khiết.
- Buồng điện phân kiểu thủy ngân: Trong buồng điện phân kiểu thủy ngân thì không sử dụng màng hoặc màn chắn mà sử dụng thủy ngân như một phương tiện chia tách. Xem thêm Công nghệ Castner-Kellner. Tuy nhiên, công nghệ này hiện nay đang bị cấm dần vì sử dụng một lượng lớn thủy ngân, một kim loại rất độc hại.
- Buồng điện phân kiểu màng chắn:

Trong buồng điện phân kiểu màng chắn, nước muối từ khoang anode chảy qua màng chia tách để đến khoang cathode; vật liệu làm màng chia tách là amian phủ trên cathode có nhiều lỗ.
Không nhất thiết màng chắn phải là amian, nếu điều chế ở quy mô phòng thí nghiệm có thể thay thế nó bằng miếng giấy A4 hơ trên hơi sáp paraphin (hoặc không hơ sáp cũng có thể được nhưng hiệu quả kém hơn). Nếu thực hiện đúng cách miếng giấy sẽ chỉ cho nước và một số ion đi qua, các phần tử bọt khí sẽ bị giữ lại, nhờ đó clo không khuếch tán sang và không tác dụng được với natri hydroxide. Tuy nhiên phải đảm bảo cân bằng nồng độ chất tan hai bên màng, nếu không thì không phải clo sẽ khuếch tán mà chính natri hydroxide sẽ khuếch tán qua màng và tác dụng với clo. Có thể ngăn cản sự khuếch tán của natri hydroxide bằng cách cung cấp thật nhiều natri chloride vào bể điện phân ở nửa có điện cực giải phòng khí chlor, natri chloride vừa cân bằng nồng độ ion và vừa tạo ra một lượng lớn anion Cl− có tác dụng cản trở sự hòa tan mang tính vật lý của clo vào nước.
Còn cách khác để tạo một màng ngăn, chúng ta có thể dùng loại giấy tạp chí dày (loại này là giấy phủ cao lanh hay còn gọi là silic dioxide. Loại này có tính chất ưu việt nhất nhưng cần phải ngâm nước một thời gian cho nước thấm vào thì các ion mới đi qua được.
- Buồng điện phân kiểu màng ngăn.[5][7] Còn trong buồng điện phân kiểu màng ngăn thì màng chia tách là một màng trao đổi ion [8][9][10].

## Ứng dụng
Natri hydroxide có nhiều ứng dụng rộng rãi trong đời sống và công nghiệp
Nó được dùng trong:
- Sản xuất xà phòng, chất tẩy, bột giặt
- Sản xuất tơ nhân tạo
- Sản xuất giấy
- Điều chế natri kim loại bằng cách điện phân
- Sản xuất nhôm (làm sạch quặng nhôm trước khi sản xuất)
- Chế biến dầu mỏ và nhiều ngành công nghiệp hóa chất khác.